# Glomera acuminata
Glomera acuminata är en orkidéart som beskrevs av Johannes Jacobus Smith.
Glomera acuminata ingår i släktet Glomera och familjen orkidéer. Inga underarter finns listade i Catalogue of Life.